# Hodja Nashrons mausoleum
Hodja Nashrons mausoleum ligger i Karotegin i västra Tadzjikistan. Det är ett mausoleum över Hodja Nashron. Sedan september 1999 är mausoleet uppsatt på landets tentativa världsarvslista.